# Rahniku
Rahniku is een plaats in de Estlandse gemeente Saaremaa, provincie Saaremaa. De plaats heeft de status van dorp (Estisch: küla) en telt 28 inwoners (2021).
Tot in oktober 2017 behoorde Rahniku tot de gemeente Pihtla. In die maand ging Pihtla op in de fusiegemeente Saaremaa.

## Geschiedenis
Rahniku werd voor het eerst genoemd in 1798 onder de naam Renik, een dorp op het landgoed van Tõlluste. Tussen 1977 en 1997 was het dorp een deel van het buurdorp Iilaste. Het buurdorp Koobassaare was al voor die tijd bij Rahniku gevoegd.